# Stephan Agricola
Stephan Agricola il Vecchio (latinizzazione di Castenbauer o Kastenpauer; Abensberg, 1491 circa – Eisleben, 10 o 11 aprile 1547) è stato un teologo tedesco.

## Biografia
Fu dapprima monaco agostiniano ad Augusta, poi si convertì al luteranesimo. Collaborò con Martin Lutero fin dal 1520, anno in cui divenne priore di Rattenberg, e due anni più tardi, il 17 novembre 1522, venne arrestato a Mühldorf am Inn, su denuncia dell'arciduca del Tirolo Ferdinando I all'arcivescovo di Salisburgo Matthäus Lang von Wellenburg. Riuscito a fuggire, si sposò ad Augusta e annunciò apertamente la nuova dottrina. Nella questione della Santa Cena fu con Johannes Bugenhagen e con Lutero contro gli zwingliani; inoltre sottoscrisse gli articoli dei Colloqui di Marburgo del 1529, motivo per cui nel 1531 dovette lasciare Augusta. Dal 1532 fu predicatore ad Hof, dal 1542 a Sulzbach e quindi a Eisleben.